# Най-добрият човек, когото познавам!
„Най-добрият човек, когото познавам!“ е български игрален филм (драма) от 1973 година на режисьора Любомир Шарланджиев, по сценарий на Лиляна Михайлова. Оператор е Борислав Пунчев. Създаден е по мотиви от повестта „Отвори, аз съм“ на Лиляна Михайлова. Музиката във филма е композирана от Димитър Вълчев. Художник на постановката е Богоя Сапунджиев.

## Сюжет
Младата учителка по литература г-жа Георгиева постъпва на работа във вечерен техникум, където нейни ученици са работници с различни трудни съдби и професии. В желанието си да ги опознае по-добре, им възлага да напишат съчинение на тема „Най-добрият човек, когото познавам!“. Сближавайки се с тях, учителката се превръща в техен изповедник и опора, но преосмисля и собствените си морални устои.

## Състав

### Актьорски състав
| Роля                          | Изпълнител                               |
| ----------------------------- | ---------------------------------------- |
| Николина Бонева Георгиева     | Невена Коканова                          |
| Филип Николов                 | Петър Слабаков                           |
| Семо Влъчков                  | Григор Вачков                            |
| Михаил, съпругът на Николина  | Владимир Смирнов(озвучен от Коста Цонев) |
| Стоилчо Антов                 | Сотир Майноловски                        |
| Антония Кирилова              | Пепа Николова                            |
| Иван Дочев                    | Васил Попилиев                           |
| Димитър Инджезов              | Димитър Манчев                           |
| Костадин Костадинов           | Димитър Коканов                          |
| Мариян                        | Олег Ковачев                             |
| Георги Неделчев, възпитателят | Асен Кисимов                             |
| Булката                       | Сашка Братанова                          |
| Сменният майстор на Костадин  | Аспарух Сариев                           |
| Крадецът на пергелите         | Николай Иванов                           |
| Ученикът от последния чин     | Любомир Бъчваров                         |
| Директорът на училището       | Васил Димитров                           |
| Химичката                     | Надя Топалова                            |
| Инженер Харизанов             | Добри Добрев                             |
|                               | Вера Дикова                              |
|                               | Вера Ковачева                            |
|                               | Димитър Георгиев                         |
|                               | Първан Георгиев                          |
|                               | Коко Панов                               |
|                               | Илия Божилов                             |
|                               | Николай Узунов                           |
|                               | Тодор Георгиев                           |
|                               | Димитър Милушев                          |
|                               | Светослав Иванов                         |
|                               | Георги Станойков                         |
|                               | Кирил Кирков                             |
|                               | Илия Чакъров                             |
|                               | Милка Попантонова                        |
|                               | Сашо Симов                               |
|                               | Цветана Островска                        |
|                               | Мария Карел                              |
|                               | Таня Вучкова                             |
|                               | Михаил Парменов                          |
|                               | Асен Тошев                               |
|                               | Иван Томов                               |
|                               | Рене Белогушева                          |
|                               | Анна Рушева                              |
|                               | Катя Белева                              |
|                               | Мария Стойчева                           |
|                               | Димитър Ангелов                          |
|                               | Стоян Вълков                             |
|                               | Богдан Спасов                            |
|                               | Янко Здравков                            |
|                               | Дора Димова                              |
|                               | Вихра Котова                             |
|                               | Христо Памуков                           |
|                               | Васил Пенов                              |
|                               | Иво Момчев                               |
| ученик                        | Георги Новаков                           |
|                               | Стоян Стоянов                            |
|                               | Христо Стоянов                           |
|                               | Стефан Папазов                           |
|                               | Михаил Николов                           |
|                               | Оханес Шубаралян                         |
|                               | Кирил Арсов                              |
|                               | Стоян Павлов                             |
|                               | Евгени Христов                           |

### Творчески и технически екип
| Сценарий           | Лиляна Михайлова                                                 |
| Режисьор           | Любомир Шарланджиев                                              |
| Оператор           | Борислав Пунчев                                                  |
| Художник           | Богоя Сапунджиев                                                 |
| Редактор           | Георги Мишев                                                     |
| Костюми            | Елена Демякова                                                   |
| Втори художник     | Мари Терез Господинова                                           |
| Музика             | Димитър Вълчев                                                   |
| Звук               | Досьо Белчев                                                     |
| Техник на запис    | Татяна Иванова                                                   |
| Монтаж             | Веселина Гешева Мария Гугушева                                   |
| Втори режисьор     | Мария Радучева                                                   |
| Асистент-режисьори | Маргарита Маринова Атанас Василев Огняна Петкова                 |
| Асистент-оператори | Емил Димитров Венцислав Иванов Борислав Балевски Радослав Ганчев |
| Фотограф           | Донка Йолова                                                     |
| Грим               | Агнеса Казасова Бианка Бодурова                                  |
| Реквизит           | Богомил Петров Цанко Тодоров                                     |
| Гардероб           | Славка Пенина                                                    |
| Осветление         | Дончо Цветков                                                    |
| Декори             | Климент Автов                                                    |
| Организатори       | Христо Йоцов Здравко Ватев Васил Радоев                          |
| Директор           | Атанас Пападопулос                                               |

Филмът е сниман в Перник и в село Дивотино.

## Награди
За ролята си във филма Невена Коканова печели специалната награда и наградата за женска роля на Фестивала на българския игрален филм, Варна през 1973 година.